# Allershoffspolder
De Allershoffpolder of Allerhofspoder is een voormalig waterschap in de provincie Groningen.
Op 17 april 1832 kreeg Jan Gerrits Allershoff, van beroep steenbakker in Menkeweer, toestemming een kieft of kokermolentje te bouwen. Onduidelijk is waar deze heeft gestaan, omdat Menkeweer ten oosten van het Warffumermaar ligt, terwijl later in 1864 mr. A.R. van Roijen toestemming kreeg de molen te vergroten die van Allershoff was geweest. Deze molen lag in de Ranumermeeden, dus ten westen van het Warffumermaar.
Waterstaatkundig gezien ligt het gebied sinds 1995 binnen dat van het waterschap Noorderzijlvest.